# SAR-Klasse 14A
Die Fahrzeuge der Klasse 14A der South African Railways (SAR) waren Dampflokomotiven mit der  Achsfolge 2'D1' (Mountain). 

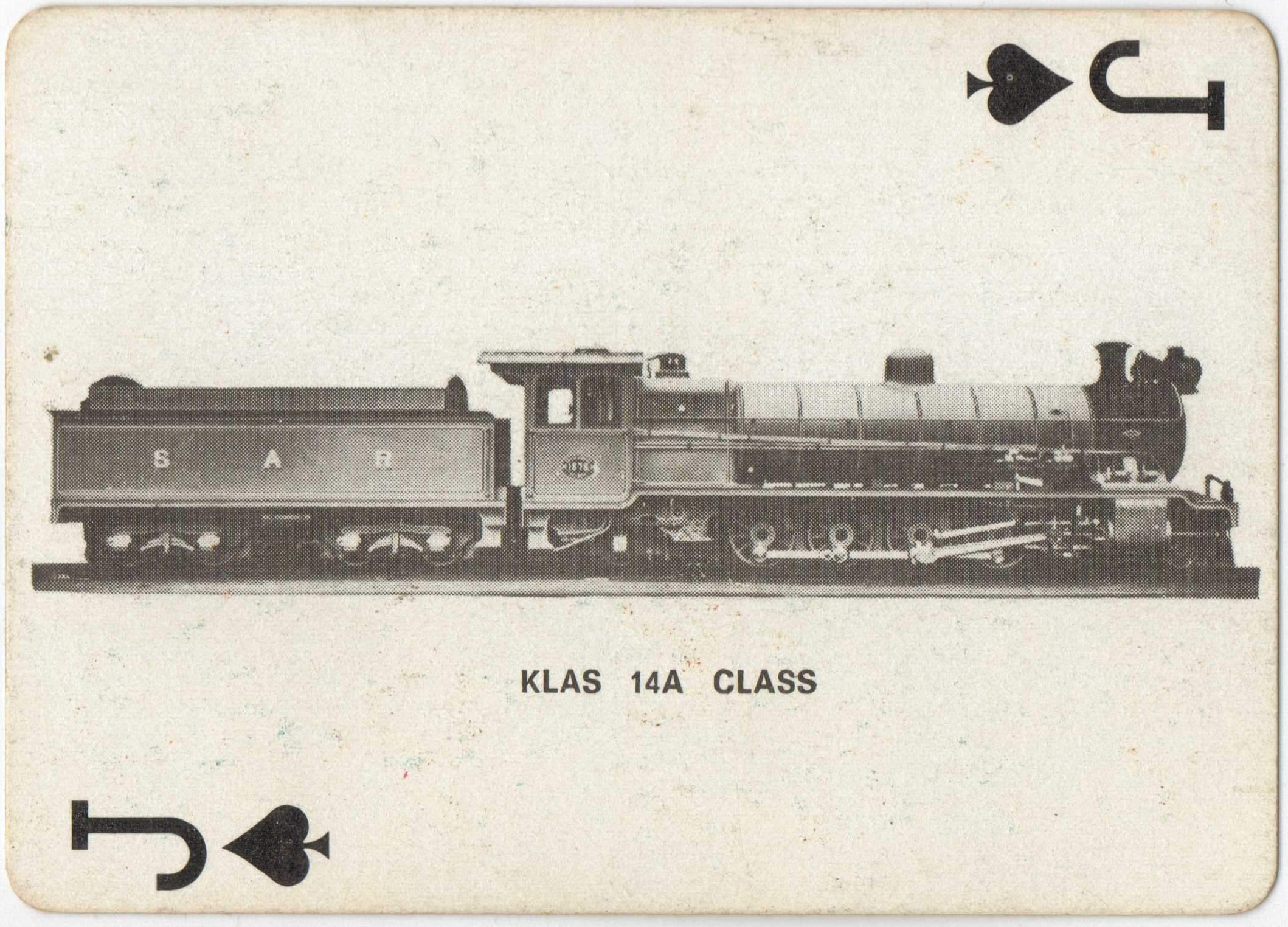
Nr. 1578 mit Belpaire-Kessel

Die North British Locomotive Company lieferte 1915 40 Maschinen, die für die Hauptstrecke nach East London vorgesehen und etwas leichter waren als die Klasse 14. Wegen der geringeren Achslast musste auch die Zugkraft reduziert werden, was durch eine Verringerung des Kesseldrucks und eine Verkleinerung des Zylinderdurchmessers um einen Zoll (25,4 mm) erreicht wurde.
Die Lokomotiven konnten auf der für sie vorgesehenen Strecke nicht befriedigen, und schon nach kurzer Zeit wurden sie in die westliche Kapprovinz und nach Osttransvaal verlegt, wo sie auf den Strecken Kapstadt–Beaufort West bzw. Komatipoort–Waterval Boven zum Einsatz kamen. Später wurden alle Maschinen in Osttransvaal konzentriert.
Alle 14A wurden im Laufe ihrer Einsatzzeit mit neuen Standardkesseln ausgerüstet. Dabei wurde die Klassenbezeichnung auf 14R geändert (R wie reboilered); sie wurden also mit den umgebauten Maschinen der Klasse 14 zusammengefasst. Die ehemaligen 14A waren aber weiterhin erkennbar, denn bei ihnen fehlten die großen Sandkästen auf dem Umlauf.
Anfang der 1980er Jahre wurden die letzten Exemplare ausgemustert. Mindestens eine Maschine, Nr. 1576, ist erhalten geblieben.